# ديريك روش
ديريك روش (بالإنجليزية: Derek Roche)‏ مواليد 19 يوليو 1972 في جمهورية أيرلندا، هو ملاكم أيرلندي يصنف ضمن فئة الوزن المتوسط بدأ مسيرته الاحترافية سنة 1994.

## إحصائيات
خاض خلال مسيرته 34 نزالا، فاز في 29 ولم يتعادل وخسر في 5. فاز بالضربة القاضية في 13 نزالا.

## روابط خارجية
- ديريك روش على موقع بوكس ريك (الإنجليزية) (registration required)